# Le Cavalier solitaire
Le Cavalier solitaire (Paradise puis Guns of Paradise) est une série télévisée américaine en 57 épisodes de 45 minutes, créée par David Jacobs et Robert Porter et diffusée entre le 27 octobre 1988 et le 10 mai 1991 sur le réseau CBS.
En France, la série a été diffusée à partir du 22 novembre 2000 sur Série Club.

## Synopsis
Lucy Cord Carroll, chanteuse à Saint Louis, meurt en laissant ses quatre enfants âgés de cinq à treize ans à son frère Ethan Allen Cord, un bandit au passé violent. Conscient que sa vie n'est pas compatible avec l'éducation de ses neveux, il décide de se ranger et s'établit dans la petite ville de Paradise en Californie. Il loue un ranch et commence une nouvelle vie aidé par les conseils avisés de son ami amérindien John Taylor.

## Distribution
- Lee Horsley : Ethan Allen Cord
- Jenny Beck : Claire Carroll
- Matthew Newmark : Joseph Carroll
- Brian Lando : Benjamin Carrol
- Michael Patrick Carter : George Carroll
- Sigrid Thornton : Amelia Lawson
- Dehl Berti (en) : John Taylor

## Épisodes

### Première saison (1988-1989)
1. Grandes Nouvelles (The News from St. Louis)
2. On ressort les armes (The Holstered Gun)
3. Les Créateurs (Founder's Day)
4. La Danse de l'esprit (Ghost Dance)
5. Claire a disparu (Devil's Canyon)
6. Balle perdue (Stray Bullet)
7. Le Serment (The Promise)
8. Il n'y a plus d'enfants (Childhood's End)
9. Une guerre personnelle (A Private War)
10. Les Choix délicats (Hard Choices)
11. Carrefour (Crossroads)
12. L'Étranger (The Traveler)
13. Le Secret (The Secret)
14. Le Conflit (A House Divided)
15. Le Dernier Guerrier (The Last Warrior)
16. La Vengeance (Vengeance)
17. Question d'honneur [1/2] (A Matter of Honor [1/2])
18. Question d'honneur [2/2] (A Matter of Honor [2/2])
19. L'Heure du loup (Hour of the Wolf)
20. Le Trésor (Treasure)
21. Angoisse (Squaring Off)
22. Le Souvenir (Long Lost Lawson)

### Deuxième saison (1989-1990)
1. Le Trésor des Sudistes [1/2] (A Gathering of Guns [1/2])
2. Le Trésor des Sudistes [2/2] (A Gathering of Guns [2/2])
3. Retour à la maison (Home Again)
4. La Défense de la loi (Common Good)
5. Le Piège infernal (Dead Run)
6. L'Ennemi jurée du chemin de fer (All the Pretty Little Horses)
7. Les Orphelins (Orphan Train)
8. La Terre des ancêtres (The Burial Ground)
9. Une parfaite étrangère (A Proper Stranger)
10. La Fièvre de l'or (Boomtown)
11. Le Retour de Johnny Ryan (The Return of Johnny Ryan)
12. Le Fléau (The Plague)
13. Tu bâtiras ton église (The Gates of Paradise)
14. La Compagnie du diable (Devil's Escort)
15. Convoyeurs spéciaux (Dangerous Cargo)
16. Jusqu'à ce que la mort nous sépare (Till Death Do Us Part)
17. Ange ou démon ? (Avenging Angel)
18. Titre français inconnu (Crossfire)
19. L'Ombre d'un doute (Shadow of a Doubt)
20. Le Lâche (The Coward)
21. La Poursuite (The Chase)
22. Les Vieux Amis (Dust on the Wind)

### Troisième saison (1991)
1. Sous les cendres (Out of Ashes)
2. La Prime (The Bounty)
3. La Maîtresse Femme (The Women)
4. Quand le passé ressurgit (Bad Bood)
5. La Vallée de la mort (The Valley of Death)
6. Une balle en plein cœur (A Bullet Through the Heart)
7. Cas de maladie (See No Evil)
8. Le Revenant (Birthright)
9. Meurtres et suspicions (A Study in Fear)
10. Recherchée pour meurtre (The Search for K.C. Cavanaugh)
11. Le Bouclier d'or (Shield of Gold)
12. Vingt-quatre heures (Twenty-Four Hours)
13. Coup de grâce (Unfinished Business)